# Ordine di Carlo XIII
Il Reale Ordine di Carlo XIII è un'onorificenza svedese istituita da re Carlo XIII di Svezia il 27 maggio 1811. Il Gran Maestro dell'Ordine è il Re di Svezia, attualmente re Carlo XVI Gustavo.

## Membri dell'Ordine
L'Ordine comprende l'unica classe di cavaliere attribuito a:
- principi della Casa reale di Svezia dalla nascita, non possono però indossare le insegne dell'Ordine se non sono membri della massoneria e finché non abbiano il grado di Cavalieri e Commendatori della Croce rossa dell'Ordine dalla Massoneria svedese
- tre dignitari ecclesiastici della Chiesa di Svezia
- trenta membri di undicesimo grado (il più alto) del rito svedese della massoneria, dei quali non più di sette possono essere stranieri.
- principi di sangue reale esteri, come membri onorari, se membri anziani della massoneria, sono ammessi a pieno titolo ma non sono conteggiati nei limiti dei membri effettivi

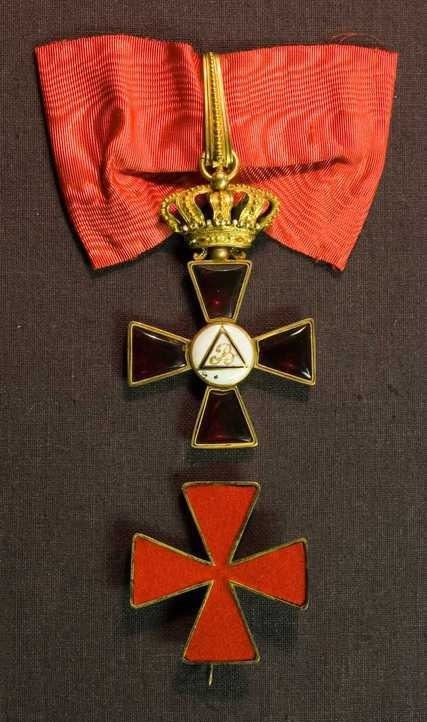
Insegne dell'Ordine.

L'Ordine può essere conferito secondo statuto unicamente ai massoni svedesi (eccetto i principi di sangue reale esteri) di religione protestante e il numero dei membri tra ecclesiastici e laici non può masi superare il numero di trentatre (eccetto i principi di sangue reale svedesi ed esteri) ed il Gran Maestro è riconosciuto nel monarca di Svezia come capo della loggia massonica dello Stato.

## Insegne

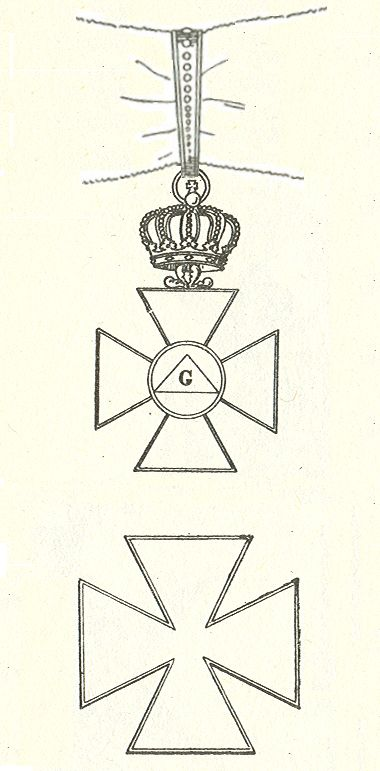
La medaglia dell'Ordine

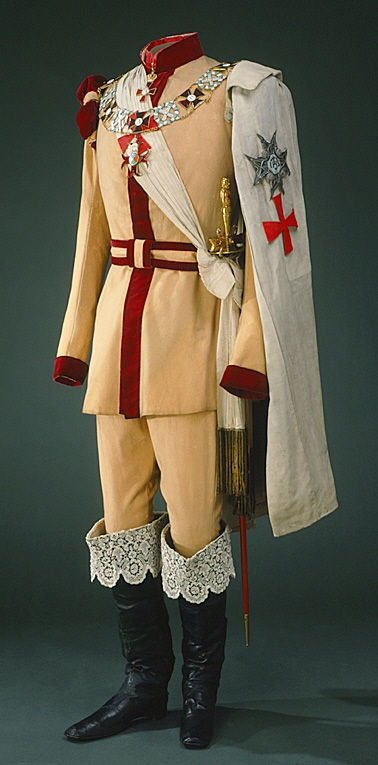
Foto della veste dell'Ordine di Carlo XII, appartenuta a Oscar I di Svezia.

- La medaglia dell'Ordine consiste in una croce di San Giorgio smaltata di rosso con al centro un cerchio smaltato di bianco col monogramma del suo istitutore, due "C" opposte tra loro sovrastanti il numero "XIII", in oro. Sul retro della medaglia, il cerchio centrale riporta una "B" in oro inscritta in un triangolo equilatero, con un chiaro riferimento massonico. La croce è sormontata dalla corona reale svedese in oro.
- Il nastro dell'Ordine è rosso.